# Rio Araguari (Amapá)
O rio Araguari é um curso-d'água brasileiro que banha o estado do Amapá. É o principal e maior rio genuinamente amapaense, com aproximadamente 617 km de comprimento.
Tem sua nascente na Serra Lombarda, norte do Estado, e atravessa várias povoações, e as cidades de Serra do Navio, Pedra Branca do Amapari, Porto Grande (cujos primeiros habitantes chegaram por ele), Ferreira Gomes, Amapá, Tartarugalzinho e Cutias do Araguari. O Alto Araguari vai de sua nascente até a cidade de Porto Grande, o Médio Araguari, de Porto Grande há Ferreira Gomes, e o Baixo Araguari, de Ferreira Gomes à foz. Antigamente desaguava no Oceano Atlântico, na fronteira entre os municípios de Amapá e Cutias do Araguari, formando ondas que davam origem à pororoca, utilizada para campeonatos de surfe. No entanto, atualmente, devido ao progressivo processo de erosão do Canal do Urucurituba, quase toda a água do rio é desviada para o rio Amazonas.
A bacia hidrográfica do rio Araguari é a maior do Estado, com cerca de 42.710 km², ocupando aproximadamente um terço da área total do Amapá. Apresenta dois afluentes principais, o rio Amapari, o maior em volume de água, e o rio Falsino.
Nesse rio estão localizadas as Usinas Hidrelétricas de Cachoeira Caldeirão, Coaracy Nunes e Ferreira Gomes.
O rio Araguari é muito conhecido porque abrigava o fênomeno da pororoca, que poderia alcançar até 5 m de altura. No entanto, esse fenômeno foi extinto por causa do assoreamento em sua foz.